# Photis baeckmannae
Photis baeckmannae är en kräftdjursart som beskrevs av Gurjanova 1951. Photis baeckmannae ingår i släktet Photis och familjen Isaeidae. Inga underarter finns listade i Catalogue of Life.